# PauknAir
PauknAir, également connu sous le nom de Melilla Jet, était une compagnie aérienne régionale espagnole active entre 1995 et 1998. La compagnie aérienne assurait des vols entre diverses destinations intérieures en Espagne.

## Histoire
PauknAir a été fondée en 1995 et a commencé ses opérations en septembre 1995 avec deux BAe 146 exploités en son nom par PAN Air. Il appartenait en majorité à Paukner SA, société espagnole opérant dans le secteur du voyage, avec une participation de 78 % ; des intérêts privés basés à Melilla, une enclave espagnole en Afrique du Nord, détenaient 20% de la société, les 2% restants étant détenus par le conseil d'administration de Melilla. L'antenne de la société a fourni services aériens entre Melilla, Madrid et Malaga.
En novembre 1998, PauknAir a cessé ses activités à la suite du crash du vol PauknAir 4101 le 25 septembre 1998. Le crash a provoqué une baisse immédiate du nombre de passagers, scellant leur sort.

## Flotte
PauknAir a exploité l'avion suivant avant de cesser ses activités :
- 2 British Aerospace BAe 146-100

## Accident

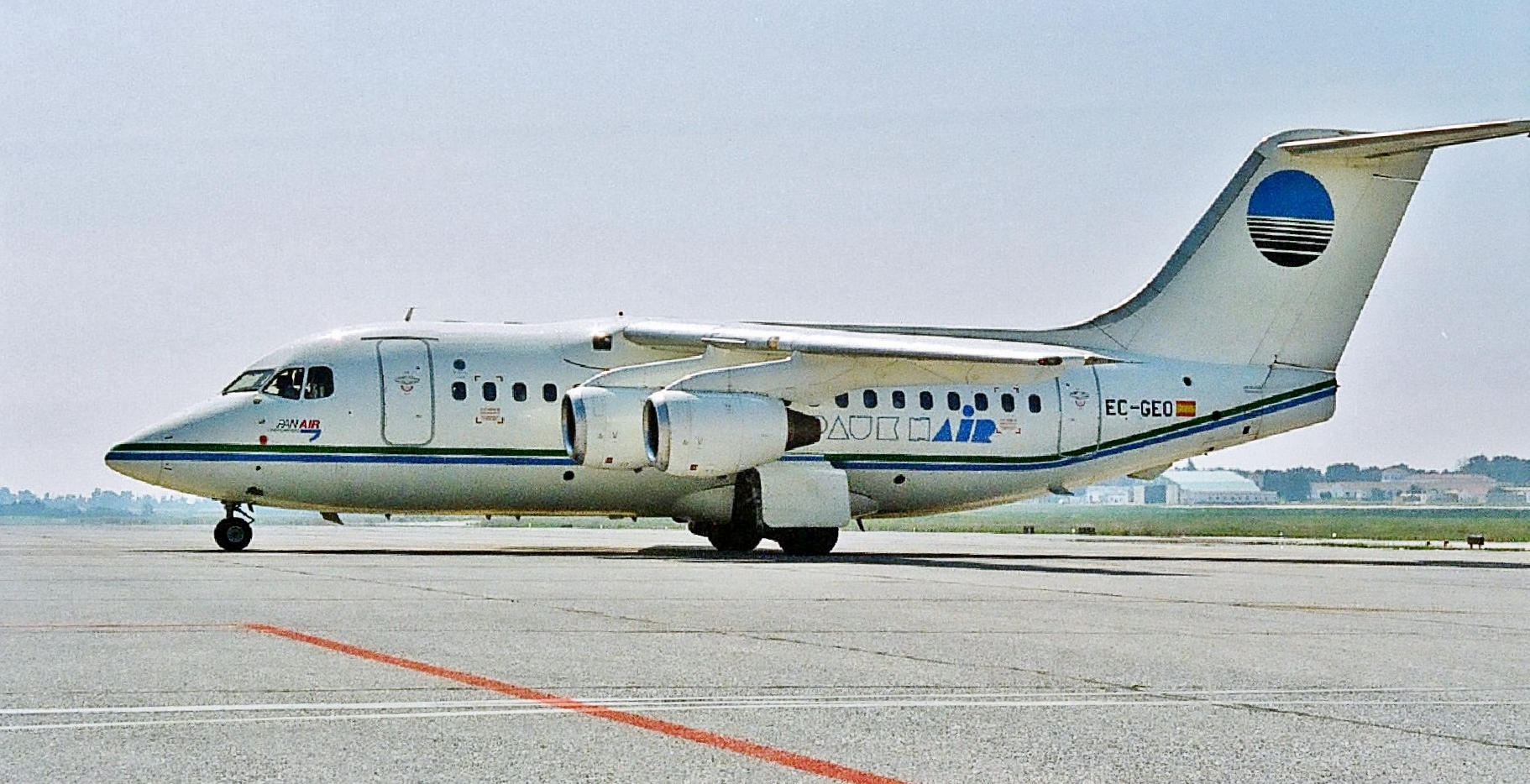
L'avion impliqué dans l'accident, avril 1997, à l'aéroport de Malaga.

- 25 septembre 1998 - Vol PauknAir 4101 a percuté une colline à l'approche de Melilla ; les 34 passagers et les quatre membres d'équipage sont décédés. Boumahfouda[4],[5]